# Łożysko kulkowe

Przekrój przez jednorzędowe łożysko kulkowe zwykłe kryte
1 – pierścień zewnętrzny
2 – pierścień wewnętrzny
3 – połówka obejmy kulek
4 – osłona
5 – kulka
6 - nit łączący obejmy kulek.
Obejmy 3 wraz z nitami 6 stanowią część łożyska zwaną koszykiem, który ma na celu utrzymanie kulek w określonej pozycji względem siebie.
D_{1} - średnica wewnętrzna łożyska;
D_{2} średnica zewnętrzna łożyska;
H - wysokość łożyska.

Animacja przedstawiająca ruch obrotowy łożyska kulkowego

Łożysko kulkowe – rodzaj łożysk tocznych, elementami tocznymi są w nim  kulki. Łożyska te w zależności od kształtu bieżni mogą przenosić obciążenia promieniowe, jak i osiowe. 
Łożyska kulkowe posiadają znormalizowany szereg wymiarów, który dostępny jest w katalogach firm je produkujących.

## Podział łożysk kulkowych
Grupę łożysk kulkowych można podzielić na:
- łożyska kulkowe zwykłe
- łożyska kulkowe skośne
  - łożyska kulkowe skośne jednorzędowe
  - łożyska kulkowe skośne jednorzędowe dwukierunkowe
  - łożyska kulkowe skośne dwurzędowe
- łożyska kulkowe wahliwe

## Bibliografia

Działanie łożyska wahliwego.